# A2 (míssil)
L'A2 és un míssil alemany de proves construït el 1934. En el seu disseny va participar Wernher von Braun. Amb ell es va fer el primer vol de prova de tota una família de coets que portaria al desenvolupament del V2, el primer míssil balístic del món. Es van construir dos A2, als quals van anomenar Max i Moritz. Tots dos van funcionar bé en les proves.
El propulsant estava format per 35 kg d'oxigen líquid i un 75% d'alcohol, injectats a pressió en la cambra de combustió i que es consumien en 16 segons. La pressió en el moment del llançament arribava als 18 bars en l'enlairament (produint una empenta de 320 quiloponds), baixant als 14 bars durant la combustió (i baixant l'empenta corresponentment a 240 quiloponds). La pressió dins la cambra de combustió era de 9,2 bars. El volant d'inèrcia usat per estabilitzar el coet va ser desplaçat a la zona entre els tancs de propulsant, en lloc de situar-lo al morro, com en l'A1.

## Característiques
- Empenyiment: 3000 kN
- Massa : 107 kg
- Diàmetre : 0,31 m
- Longitud : 1,61 m
- Altitud màxima : 3,50 km